# Pierre Pelupessy
Pierre Pelupessy (* 10. Januar 1965) ist ein niederländischer Badmintonspieler. 

## Karriere
Schon als Junior gewann Pierre Pelupessy 1983 seinen ersten niederländischen Titel bei den Erwachsenen. Sieben weitere folgten bis 1994. Ebenfalls 1983 erkämpfte er sich Bronze bei der Junioreneuropameisterschaft. 1987 siegte er bei den Austrian International.

## Sportliche Erfolge
| Saison | Veranstaltung                                   | Disziplin    | Platz | Name                                       |
| ------ | ----------------------------------------------- | ------------ | ----- | ------------------------------------------ |
| 1982   | Niederlande: Einzelmeisterschaften der Junioren | Herreneinzel | 1     | Pierre Pelupessy                           |
| 1983   | Niederlande: Einzelmeisterschaften der Junioren | Herreneinzel | 1     | Pierre Pelupessy                           |
| 1983   | Niederlande: Einzelmeisterschaften der Junioren | Herrendoppel | 1     | Pierre Pelupessy / Jurgen van der Pot      |
| 1983   | Niederlande: Einzelmeisterschaften              | Herrendoppel | 1     | Bas von Barnau Sijthoff / Pierre Pelupessy |
| 1983   | Junioren-Europameisterschaft                    | Herreneinzel | 3     | Pierre Pelupessy                           |
| 1984   | Niederlande: Einzelmeisterschaften der Junioren | Herreneinzel | 1     | Pierre Pelupessy                           |
| 1984   | Niederlande: Einzelmeisterschaften              | Herrendoppel | 1     | Bas von Barnau Sijthoff / Pierre Pelupessy |
| 1986   | Niederlande: Einzelmeisterschaften              | Herreneinzel | 1     | Pierre Pelupessy                           |
| 1987   | Amor International                              | Herrendoppel | 1     | Pierre Pelupessy / Alex Meijer             |
| 1987   | Austrian International                          | Herrendoppel | 1     | Pierre Pelupessy / Alex Meijer             |
| 1987   | Niederlande: Einzelmeisterschaften              | Herrendoppel | 1     | Alex Meijer / Pierre Pelupessy             |
| 1988   | Amor International                              | Herrendoppel | 1     | Alex Meijer / Pierre Pelupessy             |
| 1988   | Niederlande: Einzelmeisterschaften              | Herreneinzel | 1     | Pierre Pelupessy                           |
| 1989   | Niederlande: Einzelmeisterschaften              | Herreneinzel | 1     | Pierre Pelupessy                           |
| 1990   | Amor International                              | Herreneinzel | 1     | Pierre Pelupessy                           |
| 1992   | Niederlande: Einzelmeisterschaften              | Herrendoppel | 1     | Pierre Pelupessy / Alex Meijer             |
| 1994   | Niederlande: Einzelmeisterschaften              | Herreneinzel | 1     | Pierre Pelupessy                           |